# Stadio Marcel Saupin
Lo stadio Marcel Saupin è uno stadio di calcio situato a Nantes, in Francia.
Quando il sindaco Auguste Pageot avviò nel 1935 un progetto di riqualificazione dello Champ de Mars, dove sorgeva il campo di calcio, fu deciso lo spostamento dello stesso nel limitrofo quartiere di Malakoff, su un terreno sottratto all'ansa della Loira. Il nuovo stadio cittadino fu inaugurato nel 1937 col nome di Stade Malakoff e divenne la casa del neonato Nantes FC nel 1943, prima che l'occupazione tedesca durante la guerra lo trasformasse in un parcheggio per i mezzi della Wehrmacht.
Fu ampliato con l'edificazione della Tribune Ouest nel 1955 in occasione della promozione in massima divisione, due anni dopo furono installati i fari per le gare in notturna. Ulteriori ristrutturazioni portarono, quello che dal 1965 era stato ribattezzato Stade Marcel-Saupin (dal nome del primo presidente, fondatore del club e promotore della sua edificazione), ad una capienza di quasi 30.000 posti nel 1969.
È stato sostituito dall'attuale stadio della Beaujoire nel 1984 per ospitare le partite casalinghe della squadra cittadina.